# Argument circular
Argumentul circular, cunoscut și ca circulus in probando, petitio principii sau cercul vicios, este o eroare de logică în care propoziția de demonstrat este deja afirmată implicit sau explicit în una din premise. Ca noțiune de logică, prima dată în vest argumentul circular a fost definit de către Aristotel, în cartea sa intitulată în latinește Analytica Priora, prin 350 î.Hr.

## Logica
Această eroare de logică de obicei are următoarea formă:
Premise în care adevărul concluziei C este deja afirmat sau deja presupus (fie direct, fie indirect).
Propoziția C (concluzia) este adevărată.

## Exemple
A)
"Nu puteți sa-mi puneți 7, eu sunt un elev de nota 10!"
Nimeni nu e prin definiție elev de nota 10. Doar pentru ca cineva a luat numai de 10 pana la un moment dat nu constituie un argument pentru a nu-i pune si alta nota. Mai mult, prin acest tip de raționament se omite complet din vedere criteriul pe care ar trebui sa se dea notele, care este unul al performantei la momentul evaluării, nicidecum al istoricului elevului
B)
"Nu putem discuta legalizarea drogurilor ușoare deoarece acestea sunt ilegale in momentul de fata."
Doar pentru ca o anumita activitate este scoasa in afara legii in momentul de fata nu înseamnă ca nu putem discuta reintroducerea ei într-un cadru legal. Legile nu sunt permanente si nu sunt un dat, ci sunt discutate de oameni si sunt refăcute periodic.
- Un alt exemplu:

1. Biblia afirmă că este fără erori.
2. Orice spune Biblia este adevărat.
3. Prin urmare Biblia este fără erori.

Acest argument este circular deoarece concluzia (3) este la fel cu premisa (2). Oricine ar refuza argumentul ar trebui sa refuze și premisa (2), de aici refuzând întreg raționamentul.
C)
"Isus nu putea să învie din morți, pentru că morții nu învie."
Aici eroare logică se comite din cauza faptului că ce este adevărat până la un punct, nu permite loc dovezilor noi. Morții nu învie este adevărul comun, cu care toți sunt de acord, până la stabilirea unor probe contrarii. Dacă Isus a înviat cu adevărat din morți, însemnă că totuși, morții pot învia. Adevărul fiind criteriul care modifică cunoștința colectivă, și nu cunoștința colectivă supra-scrie realitatea.
În esență, circularitatea constă în faptul că argumentul spune: „morții nu învie, pentru că morții nu pot învia”, chiar și dacă un exemplu de mort care a înviat s-ar produce.
- O altă variantă a  argumentului B:

Popescu: Dumnezeu există.
Ionescu: De unde știi asta?
Popescu: Pentru că așa scrie în Biblie.
Ionescu: De ce ar trebui să mă încred în Biblie?
Popescu: Pentru că Biblia este inspirată de Dumnezeu.
- Tipic argumentele circulare sunt cele referitoare la drepturi:

"Am dreptul să spun ceea ce doresc, prin urmare nu ar trebui să ma faci să tac."
"Femeile au dreptul să aleagă dacă vor sau nu să avorteze, prin urmare avortul ar trebui să fie permis."
"Fătul are dreptul la viață, prin urmare avortul este imoral" (se omite faptul că fătul nu are statut legal ).
A avea dreptul la X este echivalent cu faptul că celelalte persoane au obligația de a-ți permite X, de aceea argumentul este circular, se presupune deja ceea ce se vrea a demonstra.

## Erori logice înrudite
În unele manuale de logică se face diferența între petitio principii și argumentul circular pentru o mai mare strictețe în definirea erorilor de logică. Astfel se prezintă că petitio principii este un argument circular dar nu întotdeauna inversa e valabilă. În argumentul circular se face distincția că două concluzii se bazează una pe cealaltă (posibil prin unul sau mai mulți pași intermediari). Adică, dacă urmezi un lanț de argumente, concluzia unui argument este folosită ca premisă în unul din argumentele precedente care de fapt au dus la acea concluzie. În schimb în petitio principii această eroare de logică se întâmplă în cadrul unui singur argument; astfel petitio principii se comite dacă și numai dacă de fapt concluzia este o componentă implicită sau explicită a uneia dintre premisele imediat precedente concluziei.
De asemenea se face precizarea că argumentul circular dacă are o circularitate foarte largă, incluzând o mare varietate de afirmații și un set numeros de concepte relative, atunci raționamentul circular este informativ și nu este falacios. De exemplu un dicționar conține un larg cerc de definiții care folosește cuvinte ce sunt definite cu ajutorul altor cuvinte care la rândul lor sunt definite în dicționar. Deoarece dicționarul este forte informativ, nu este considerat în totalitate ca fiind eronat. Oricum un cerc restrâns de definiții este considerat eronat.
De exemplu:
Definiție: O canapea este o sofa.
Definiție: O sofa este un divan.
Definiție: Un divan este o canapea.